# لنسینگ (تنسی)
لنسینگ (به انگلیسی: Lancing) یک منطقهٔ مسکونی در ایالات متحده آمریکا است که در شهرستان مورگان، تنسی واقع شده‌است. لنسینگ ۳۶۲٫۱۱ متر بالاتر از سطح دریا واقع شده‌است.